# Războaiele romano-germanice
Războaiele romano-germanice reprezintă un termen generic dat unei serii de războaie între romani și diferite triburi germanice între anii 113 î.Hr. și 439 d.Hr.. Cauza acestor războaie a variat în timp, de la cucerirea și expansiunea romană, revoltele germanice și, mai târziu, invaziile germanice asupra Imperiului Roman, invazii care au început la sfârșitul secolului al II-lea. O serie de conflicte, care au început în secolul al V-lea, în perioada Împăratului Roman de Apus Honorius, au dus (împreună cu luptele interne) la căderea finală a Imperiului Roman de Apus. 

## Lista conflictelor
- Războaiele cimbriane, 113–101 î.Hr.
  - Bătălia de la Noreia 112 î.Hr.[1]
  - Bătălia de la Agen 107 î.Hr.[2]
  - Bătălia de la Arausio 105 î.Hr.
  - Bătălia de la Aquae Sextiae 102 î.Hr.
  - Bătălia de la Vercellae 101 î.Hr.[3]
- Bătălia de la Vosges 58 î.Hr.
- clades Lolliana 16 î.Hr.
- Bătălia de pe Râul Lupia 11 î.Hr.
- Bătălia de la Teutoburger Wald 9 AD
- Bătălia de pe Râul Weser 16 AD
- Bătălia de la Baduhennawood 44 AD
- Războaiele macromanice 166–180
- Criza secolului III
  - Bătălia de la Harzhorn cca. 235
  - Bătălia de la Philippopolis 250
  - Bătălia de la Abrittus 251
  - Bătălia de la Mediolanum 259
  - Bătălia de la Thermopylae 267
  - Asediul de la Mainz 268
  - Bătălia de lângă Lacul Benacus 268
  - Asediul lui Augustodunum Haeduorum 269
  - Bătălia de la Naissus 269
  - Bătălia de la Placentia 271
  - Bătălia de la Fano 271
  - Bătălia de la Pavia 271
  - Bătălia de la Châlons 274
- Bătălia de la Lingones 298
- Bătălia de la Vindonissa 298
- Asediul de la Senonae 356
- Asediul de la Autun 356
- Bătălia de la Durocortorum 356
- Bătălia de la Brumath 356
- Bătălia de la Argentoratum 357
- Bătălia de la Solicinium 367
- Marea Conspirație 367-368
- Războaiele gotice (376–382)
  - Bătălia de la Salices 377
  - Bătălia de la Adrianopole 378
  - Bătălia de la Thessalonica 380
- Bătălia de la Argentovaria 378
- Bătălia lui Frigidus 394
- Războaiele gotice (402-403) 
  - Bătălia de la Pollentia 402
  - Bătălia de la Verona 403
- Bătălia de la Faesulae 405
- Bătălia de la Moguntiacum 406
- Trecerea Rinului 406
- Jefuirea Romei 410
- Bătălia de la  436
- Bătălia din Cîmpiile Catalauniane 451
- Jefuirea cetății Aquileia 452
- Bătălia de la Nedao 454
- Jefuirea Romei 455
- Noaptea cuțitelor lungi c. 460
- Bătălia de la Cartagena 461
- Bătălia de la Wippedesfleot 466
- Bătălia de la Ravenna 476
- Bătălia de la Mercredesburne 485
- Bătălia de la Soissons 486
- Bătălia de la Isonzo 489
- Bătălia de la Verona 489
- Bătălia de la Tolbiac 496
- Bătălia de la Mons Badonicus c. 497
- Bătălia de la Vouillé 507
- Bătălia de la Vézeronce 524
- Războaiele cu vandalii 533-534
  - Bătălia de la Ad Decimum 533
  - Bătălia de la Tricamarum 533
- Războaiele gotice (535–554) 
  - Asediul Romei 537-538
  - Bătălia de la Faventia 542
  - Jefuirea Romei 546
  - Bătălia de la Sena Gallica 551
  - Bătălia de la Taginae 552
  - Bătălia de la Mons Lactarius 553
- Bătălia de la Volturnus 554